# دفتر مدیریت پروژه
دفتر مدیریت پروژه (انگلیسی: Project management office) یا دفتر پروژه، واحدی سازمانی برای مرکزیت دهی و هماهنگی مدیریت پروژه‌های تحت نفوذ آن است. دفتر مدیریت پروژه همچنین می‌تواند اشاره به دفتر مدیریت طرح، دفتر پروژه یا دفتر برنامه نیز باشد. دفتر مدیریت پروژه بر مدیریت پروژه‌ها، طرح‌ها و با ترکیب آنها نظارت می‌کند.
دفتر مدیریت پروژه در طیفی از کارکردهای پشتیبانی برای مدیریت پروژه به گونه‌های آموزش، تهیه نرم‌افزار، تعیین خط مشی‌ها و رویه‌های استاندارد تا مدیریت مستقیم و واقعی پروژه‌ها و مسئولیت برای رسیدن به اهداف پروژه ایفای نقش می‌کند.
دفتر مدیریت پروژه نهادی است که در سازمان‌های پروژه‌محور مورد استفاده قرار می‌گیرد و وجود آن سبب رشد و تکامل فعالیت‌های مدیریت پروژه در سطح سازمان می‌شود. بسته به اندازه، ساختار، پیچیدگی و نوع سازمان ممکن است در یک زمان، پروژه‌های متعددی در آن در حال اجرا باشند. دفتر مدیریت پروژه باعث تمرکز سیستماتیک مدیریت پروژه در سازمان شده و وضعیت کلی پروژه‌ها و برنامه‌های سازمان را با دقت بسیار بالایی کنترل می‌کند.
همچنین این دفتر خدماتی از قبیل مدیریت منابع، اجرای آموزش و مشاوره را ارائه می‌دهد، که با استفاده از این خدمات، مخاطرات احتمالی شکست پروژه‌ها و طرح‌ها در سازمان کاهش می‌یابد، کیفیت اجرا افزایش می‌یابد و همچنین مدیریت پروژه به بهترین شکل ممکن امکان‌پذیر می‌شود. از سوی دیگر یکی از ویژگی‌های اصلی دفتر مدیریت پروژه آن است که می‌تواند هم از نظر عمودی به تمام لایه‌های سازمان نفوذ پیدا کند و هم ازنظر افقی کلیه کارکردها و فعالیت‌های سازمان را تحت پوشش خود قرار دهد.